# C. Auguste Dupin
C. Auguste Dupin – pierwszy w historii literatury detektyw, stworzony przez amerykańskiego pisarza Edgara Allana Poego. 
Dupin pojawia się po raz pierwszy na kartach noweli Zabójstwo przy Rue Morgue (1841), a potem jeszcze w opowiadaniach: Tajemnica Marii Roget (ang.The Mystery of Marie Roget, 1842) i Skradziony list (ang.The Purloined Letter), 1844).
Detektyw stosował w swoich dochodzeniach metodę dedukcji, z której później zasłynął inny powieściowy detektyw – Sherlock Holmes, choć nie jest detektywem profesjonalnym – to szlachcic, który rozwiązuje zagadki dla przyjemności.
W pierwszym opowiadaniu z Sherlockiem Holmesem – Studium w szkarłacie – Arthur Conan Doyle ustami doktora Watsona porównuje Holmesa do Dupina, na co Holmes w następnym zdaniu dyskredytuje poprzednika: „(...) myślę, że był on dość miernym typem. Ten jego trick, gdy po kwadransie milczenia wdziera się trafną uwagą w myśl przyjaciela, jest bardzo efektowny, ale i powierzchowny. Niewątpliwie miał on genialne zdolności analityczne, ale nie był takim fenomenem, jak Poe sobie wyobrażał.”